# Dominik Löw

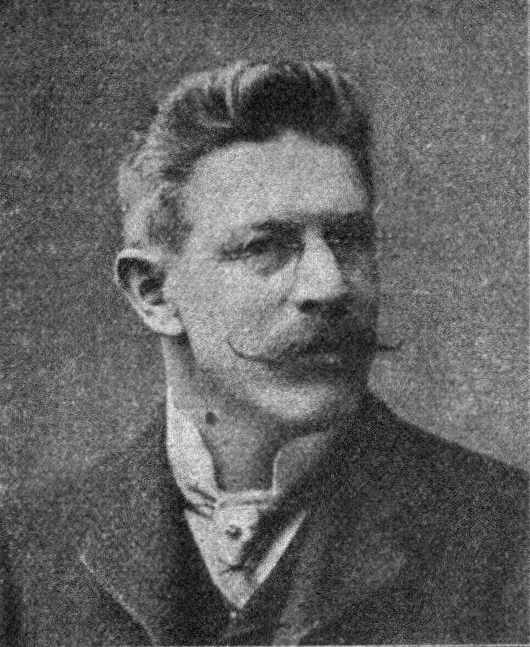
Dominik Löw

Dominik Löw (geboren 9. November 1863 in Schneidmühl (Pila), Böhmen, Kaisertum Österreich; gestorben 14. Februar 1931 in Karlsbad, Tschechoslowakei) war ein sudetendeutscher Politiker der Sozialdemokratischen Arbeiterpartei (SDAP und DSAP).

## Ausbildung und Beruf
Nach dem Besuch der Volksschule wurde er Rechnungsführer der genossenschaftlichen Krankenkasse des Baugewerbes in Karlsbad und Herausgeber der Zeitung „Volkswille“ in Karlsbad.

## Politische Funktionen
- 1907–1918: Abgeordneter des Abgeordnetenhauses im Reichsrat (XI. und XII. Legislaturperiode), Wahlbezirk Böhmen 115, Klub der deutschen Sozialdemokraten
- Obmann der Ortsgruppe Karlsbad des Zentralverbandes der Maurer
- Bürgermeister von Drahowitz bei Karlsbad
- Senator für die Deutsche Sozialdemokratische Partei im tschechoslowakischen Parlament

## Politische Mandate
- 21. Oktober 1918 bis 16. Februar 1919: Mitglied der Provisorischen Nationalversammlung